# Silvio Longobucco
Silvio Longobucco (Scalea, 5 giugno 1951 – Scalea, 2 aprile 2022) è stato un calciatore italiano, di ruolo terzino.

## Caratteristiche tecniche
Longobucco si formò inizialmente come marcatore per poi trasformarsi in terzino sinistro, in grado di proporsi come cursore in appoggio al centrocampo. Il suo punto di forza era la velocità che gli permetteva di effettuare buoni recuperi.

## Carriera

### Giocatore

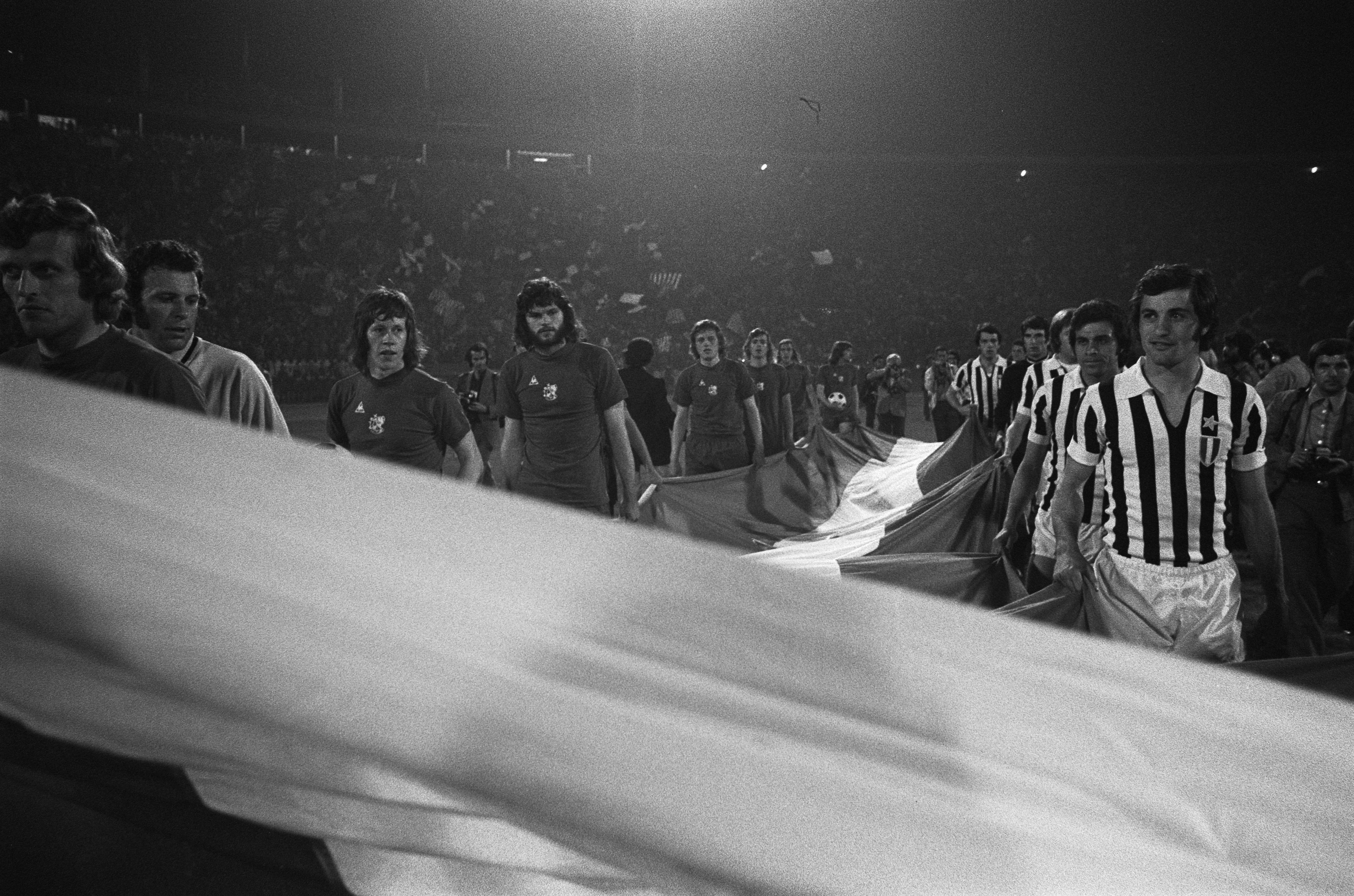
Longobucco (a destra) entra in campo con la Juventus per la finale della Coppa dei Campioni 1972-1973

Cresciuto nella Ternana, nelle file dei rossoverdi Longobucco esordì da professionista in Serie B nel corso della stagione 1969-1970, al termine della quale collezionò 6 presenze. Dopo un'altra stagione a Terni in cui scese in campo in 28 occasioni, nell'annata 1971-1972 fu acquistato dalla Juventus.
Con la squadra bianconera Longobucco esordì in Serie A il 21 maggio 1972, in occasione del pareggio esterno contro la Fiorentina (1-1); la settimana dopo scese in campo da titolare nel successo interno sul L.R. Vicenza (2-0) che vale ai piemontesi la vittoria dello scudetto. Nell'arco di quattro anni sotto la Mole totalizzò 47 presenze con la squadra torinese, realizzando un gol in Coppa Italia, vincendo tre scudetti (di cui due consecutivi) e partecipando fin dal primo minuto alla finale della Coppa dei Campioni 1972-1973 persa 0-1 a Belgrado contro gli olandesi dell'Ajax: il gol venne segnato da Johnny Rep che sovrastò in elevazione proprio lo stesso Longobucco. La stagione migliore sul piano personale rimase quella del 1973-1974, in cui l'allenatore Čestmír Vycpálek gli riservò spesso una maglia da titolare in campionato.
Nell'estate del 1975 venne ceduto al Cagliari: una destinazione scelta dalla Juventus nonostante le richieste di piazze più blasonate, onde non favorire delle possibili rivali al titolo. Con i sardi giocò per quattro stagioni in A e tre in B, totalizzando 172 presenze e 3 reti, queste ultime tutte segnate in cadetteria.
Chiuse la carriera professionistica in Serie C1 nella stagione 1982-1983 vestendo la maglia del Cosenza, con cui vinse una Coppa Anglo-Italiana, aprendo fra l'altro le marcature in occasione della vittoriosa finale contro il Padova disputata a Cosenza il 25 aprile 1983 (2-0). Seguì quindi un ulteriore triennio nella natìa Scalea, nelle file della locale squadra dilettantistica, prima del definitivo ritiro.

### Dopo il ritiro
Al termine dell'attività agonistica tornò a vivere nella natìa Scalea, dove ricoprì anche l'incarico di assessore allo sport nella giunta comunale. Qui morì all'età di 70 anni.

## Palmarès

### Club

#### Competizioni nazionali
- Campionato italiano: 3

Juventus: 1971-1972, 1972-1973, 1974-1975

#### Competizioni internazionali
- Coppa Anglo-Italiana: 1

Cosenza: 1983